# Simone Santoro
Simone Santoro (Messina, 20 settembre 1999) è un calciatore italiano, centrocampista del Modena.

## Carriera

### Giovanili e Teramo
Cresciuto a Palermo, è nato a Messina mentre il padre militava nella Igea Virtus.
Prodotto del settore giovanile del Palermo, viene acquistato dal Teramo, dove il 25 agosto 2019 esordisce tra i professionisti, nella sconfitta per 2-1 in casa del Catanzaro.
Il 27 settembre 2020 segna il suo primo gol proprio contro la sua ex squadra, il Palermo, partita terminata con il risultato di 2 a 0 per gli abruzzesi.

### Perugia
L'8 agosto 2021 viene acquistato dal Perugia militante in Serie B. Il 4 febbraio 2023 sigla il suo primo gol in Serie B e con gli umbri, firmando la prima rete del successo per 4-0 ai danni del Brescia. Il 18 febbraio successivo sigla un secondo gol, storico, nel derby umbro vinto per 3-0.

### Modena
Dopo aver giocato la prima parte di stagione in Serie C con gli umbri, il 1º febbraio 2024 passa in prestito con diritto di riscatto al Modena, di nuovo in Serie B, fino al termine della stagione. Il 12 giugno dello stesso anno, viene ufficialmente riscattato dal club gialloblu, per una cifra stimata di 350 000 euro, firmando un contratto biennale valido a partire dal 1º luglio seguente.
Il 21 settembre 2024 segna la sua prima rete in gialloblu, nella vittoria per 3-0 contro la Juve Stabia.

## Statistiche

### Presenze e reti nei club
Statistiche aggiornate al 13 maggio 2025.
| Stagione        | Squadra         | Campionato      | Campionato | Campionato | Coppe nazionali | Coppe nazionali | Coppe nazionali | Coppe continentali | Coppe continentali | Coppe continentali | Altre coppe | Altre coppe | Altre coppe | Totale | Totale |
| Stagione        | Squadra         | Comp            | Pres       | Reti       | Comp            | Pres            | Reti            | Comp               | Pres               | Reti               | Comp        | Pres        | Reti        | Pres   | Reti   |
| --------------- | --------------- | --------------- | ---------- | ---------- | --------------- | --------------- | --------------- | ------------------ | ------------------ | ------------------ | ----------- | ----------- | ----------- | ------ | ------ |
| 2019-2020       | Teramo          | C               | 26+1       | 0          | CI-C            | 4               | 0               | -                  | -                  | -                  | -           | -           | -           | 31     | 0      |
| 2020-2021       | Teramo          | C               | 34+1       | 3+0        | CI              | 2               | 1               | -                  | -                  | -                  | -           | -           | -           | 37     | 4      |
| Totale Teramo   | Totale Teramo   | Totale Teramo   | 60+2       | 3          |                 | 6               | 1               |                    | -                  | -                  |             | -           | -           | 68     | 4      |
| 2021-2022       | Perugia         | B               | 31+1       | 0          | CI              | 1               | 0               | -                  | -                  | -                  | -           | -           | -           | 33     | 0      |
| 2022-2023       | Perugia         | B               | 34         | 2          | CI              | -               | -               | -                  | -                  | -                  | -           | -           | -           | 34     | 2      |
| 2023-gen. 2024  | Perugia         | C               | 14         | 2          | CI-C            | 0               | 0               | -                  | -                  | -                  | -           | -           | -           | 14     | 2      |
| Totale Perugia  | Totale Perugia  | Totale Perugia  | 79+1       | 4          |                 | 1               | 0               |                    | -                  | -                  |             | -           | -           | 81     | 4      |
| feb.-giu. 2024  | Modena          | B               | 15         | 0          | CI              | -               | -               | -                  | -                  | -                  | -           | -           | -           | 15     | 0      |
| 2024-2025       | Modena          | B               | 34         | 4          | CI              | 1               | 0               | -                  | -                  | -                  | -           | -           | -           | 35     | 4      |
| Totale Modena   | Totale Modena   | Totale Modena   | 49         | 4          |                 | 1               | 0               |                    | -                  | -                  |             | -           | -           | 50     | 4      |
| Totale carriera | Totale carriera | Totale carriera | 188+3      | 11         |                 | 8               | 1               |                    | -                  | -                  |             | -           | -           | 199    | 12     |

## Palmarès

### Club

#### Competizioni giovanili
- Campionato Primavera 2: 1

Palermo: 2017-2018 (girone B)
- Supercoppa Primavera 2: 1

Palermo: 2018